# クルタナガラ
シュリー・マハーラージャーディラージャ ・シュリー・クルタヌガラ・ウィクラマ・ダルマトゥンガデワ（インドネシア語: Sri Maharajadiraja Sri Kertanegara Wikrama Dharmatunggadewa、不明 - 1292年）は、シンガサリ王国の最後にして最大の王。クルタナガラ（Kertanagara）と称されることが多いが、クルタヌガラ（Kertanegara）、クリタナガラ（Kritanagara）、シヴァブッダ（Sivabuddha）と称されることもある。
彼の統治下でジャワの貿易や影響力はかなり発展し、その勢力圏はインドネシアの遠方の島々にまで拡大した。

## 概要
クルタナガラはシンガサリ王国第5代国王であり、先代王ヴィシュヌヴァルダナ（在位:1248年 - 1268年）の息子である。1254年から副王として父の統治を支え続け、ヴィヌシュヴァルダナが1268年に崩御すると即座に王位を継承した:188。シンガサリの王朝はそもそも、初代国王であるケン・アロクが1222年にクディリ王国を倒して以降、ジャワ島を中心に勢力を拡大してきた。
クルタナガラはヒンドゥー教と仏教による神秘的なタントラ・シンクレティズムを信奉していた。また、自らをシヴァ神とブッダの神聖な神の化身であると主張していた。彼は多くの宗教行事を取り仕切り、在位中に関連する彫像や銘板を残している。

## 生涯

### 征服

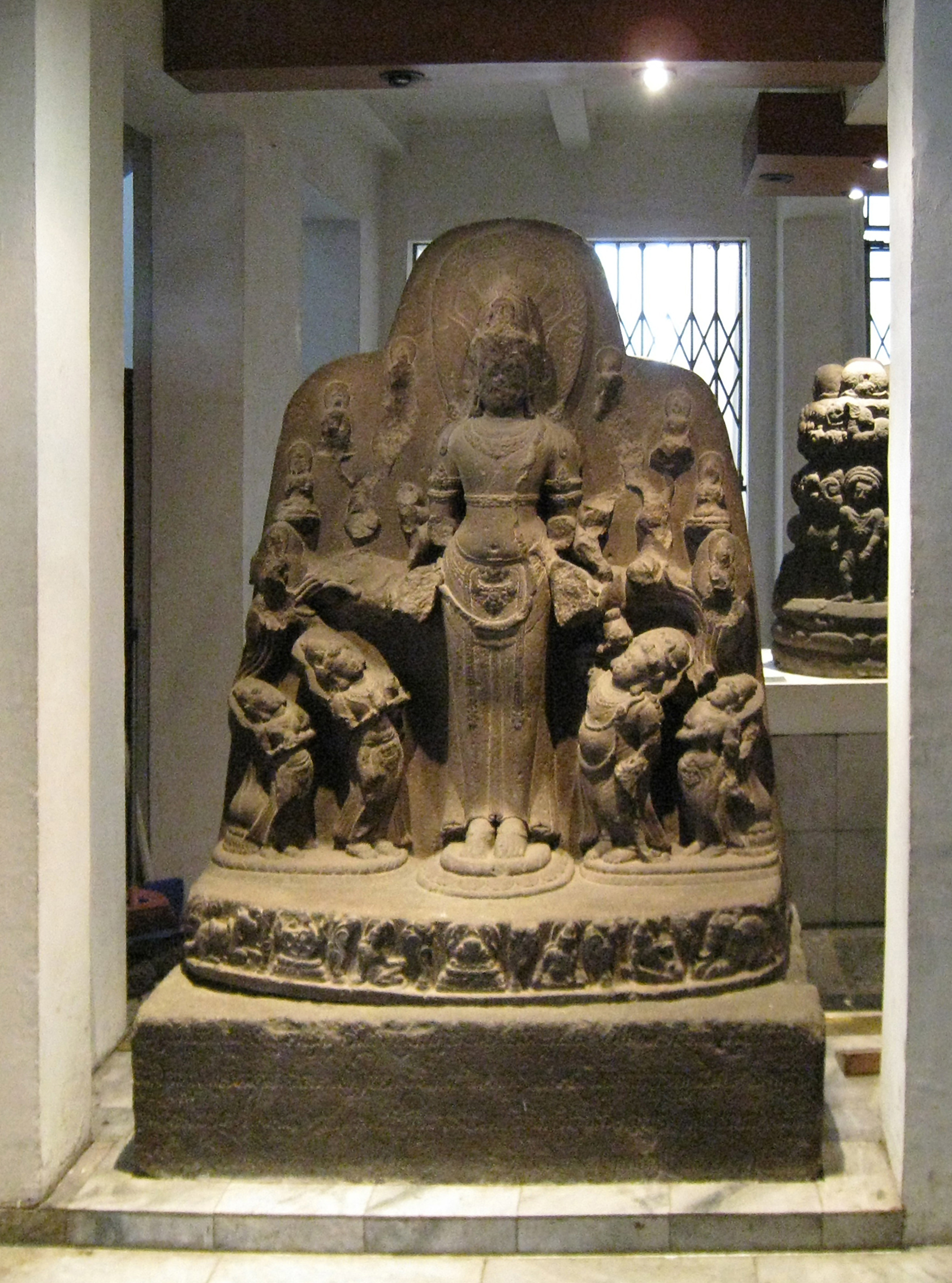
クルタナガラがムラユ王国に贈った聖観音像

シンガサリ王国は、クルタナガラの治世下でスマトラ島、マレー半島、バリ島に勢力圏を拡大し最盛期を迎えた。また彼は、モルッカ諸島との香辛料貿易におけるシンガサリ王国の関わりも増大させている。1270年にはカラヤジャが、1280年にはマヒシャ・ランカーがそれぞれ反乱を起こすも鎮圧された:198。
クルタナガラは、領土に対する野心をジャワ島の外に見せた最初の支配者である。1284年、彼は隣国のバリ島を服属させた。また、チャンパ王国を始めとする東南アジア諸地域との同盟締結にも成功している。
統治後期、クルタナガラはムラユ遠征を行い、スマトラ島東部のムラユ王国を支配下に置いた。スンダ王国も同様に支配したと推測され、マラッカ海峡地域の覇権を握ることに成功した。マドゥラ島やボルネオ島からもクルタナガラに服従を申し入れる地域が出ている。

### 対モンゴル
南宋が元によって滅亡へと追い込まれると、帝国はさらに東南アジア方面へ勢力圏を拡大しようとした。1289年、皇帝クビライ・カアンは使者を遣わし、シンガサリに対して朝貢を迫った。クルタナガラは、この要求は重罪であるとして使者を拘束した。彼は使者たちの顔面に焼き印を押し、耳を切り落とした醜い姿で本国に送り返している。
クルタナガラのこのような仕打ちに対し、クビライ・カアンが報復のため軍を派遣するのは目に見えていたので、彼は支配力の強化を図ろうとした。1290年頃、シュリーヴィジャヤ王国の後継であるジャンビを征服するため、スマトラへ向けたムラユ遠征を開始した。だが、インドネシア初のイスラーム教を主軸とする政体を持つジャンビは、既に元と良好な関係を築いていた。
クビライ・カアンは、1292年にクルタナガラ処断のための強力かつ懲罰的な海上遠征を命じた:198。

### ジャヤカトワンの叛逆
クルタナガラはジャワ島全域を支配下に置いていたが、元軍の艦隊が到着する前に政変が起こった。旧クディリ王家の血を引き、クルタナガラの最も強力な臣下の一人であるジャヤカトワンが自身の主君に反旗を翻したのである。クルタナガラの軍勢は大半がスマトラ島へ遠征中であり、シンガサリの護りが手薄になった隙を突いてジャヤカトワンはクーデターを起こした。彼は陽動部隊をジャワ島北東部に送り込み、シンガサリの軍勢をおびき寄せることで首都から遠ざけることに成功した。防衛機能が皆無となった首都は、クルタナガラとともにジャヤカトワンの攻撃を浴びた。
クルタナガラは1292年の5～6月頃、シンガサリの宮殿内で多くの廷臣とともに弑逆された。ジャヤカトワンは自らがジャワの支配者であるとし、かつて滅んだクディリ王国の再興を宣言した:199。
僅かに生き延びたクルタナガラの親族に、摂政のアルヤ・ウィララジャに匿われてマドゥラ島に避難していた義理の息子ラデン・ウィジャヤがいた。ウィジャヤはジャヤカトワンの王国を滅ぼし、摂政のウィララジャとともにマジャパヒト王国を建国した:199–200。

## 精神
クルタナガラの義理の息子であるラデン・ウィジャヤは、王位を簒奪したジャヤカトワン打倒のために元のジャワ遠征軍と手を結んだ。その後、彼は元との同盟を裏切り:200–201、軍勢をジャワから追放した。そして、現在のインドネシアに匹敵するほどの領土を抱えた大帝国を建国することになる。
クルタナガラには男子の相続人はいなかったが、前述のラデン・ウィジャヤと結婚した娘のガヤトリ・ラジャパトニを通して、ラージャサ王朝、マジャパヒト王国の祖先として捉えられていた。娘のガヤトリと、孫娘のトリブワナ・ウィジャヤトゥンガデウィは王女ながらマジャパヒトを統治したと考えられている。彼の曾孫であるハヤム・ウルクはマジャパヒト王国の最盛期を築き、ヌサンタラ最大の帝国へと導いた。
クルタナガラは、後に彼の子孫によってマハクソービャ・ブッダとして称えられている。